# Sigourney (Iowa)
Sigourney – miasto w Stanach Zjednoczonych, w stanie Iowa, siedziba hrabstwie Keokuk. W 2000 liczyło 2 209 mieszkańców.